# Marisa Robles
María Luisa Robles Bonilla, conocida como Marisa Robles (Madrid, 4 de mayo de 1937) es una arpista española nacionalizada británica.

## Biografía
Nació en Madrid; desde muy pequeña estudió arpa con Luisa Menargez antes de ir al Conservatorio de Madrid, donde obtuvo su título en 1953. Su primera actuación pública fue en 1954, junto con el flautista Jean-Pierre Rampal.
El Concierto para flauta y arpa de Wolfgang Amadeus Mozart, que interpretaron ambos en aquella ocasión, se iba a convertir en la pieza por la que es más conocida. Lo ha grabado e interpretado con James Galway y con quien fue su marido entre 1968 y 1985, Christopher Hyde-Smith, entre otros. En 1969 estrenó Sones en la Giralda en la BBC, un regalo de boda escrito para ella por Joaquín Rodrigo. Otros compositores que le han dedicado o han escrito piezas para ella son William Mathias, Stephen Dodgson, Alun Hoddinott, William Alwyn, Malcolm Williamson, John Metcalf, Manuel Moreno-Buendía y Jesús Guridi.
En 1958 fue nombrada profesora de arpa del Conservatorio de Madrid. Tras su primer matrimonio, se trasladó al Reino Unido en 1960 y adquirió la nacionalidad británica. A partir de entonces apareció con frecuencia en televisión y gracias a sus excepcionales cualidades como intérprete popularizó el instrumento. Su presentación en el Royal Festival Hall tuvo lugar en 1963. Entre 1971 y 1993 fue profesora de arpa del Royal College of Music.
Robles fue directora artística de los dos primeros Festivales Mundiales de Arpa de Cardiff en 1991 y 1994. En 1993 participó en la serie de programas de televisión titulada Concerto, que recibió un premio Grammy. Con James Galway, que asimismo participó en el programa, ha interpretado el Concierto para flauta y arpa de Mozart más de mil veces y lo ha grabado en cuatro ocasiones. Ha trabajado con importantes directores como Zubin Mehta o Rafael Frühbeck de Burgos y ha realizado giras por Europa, Estados Unidos, Extremo Oriente y Australia.